# Herrschaft Justingen

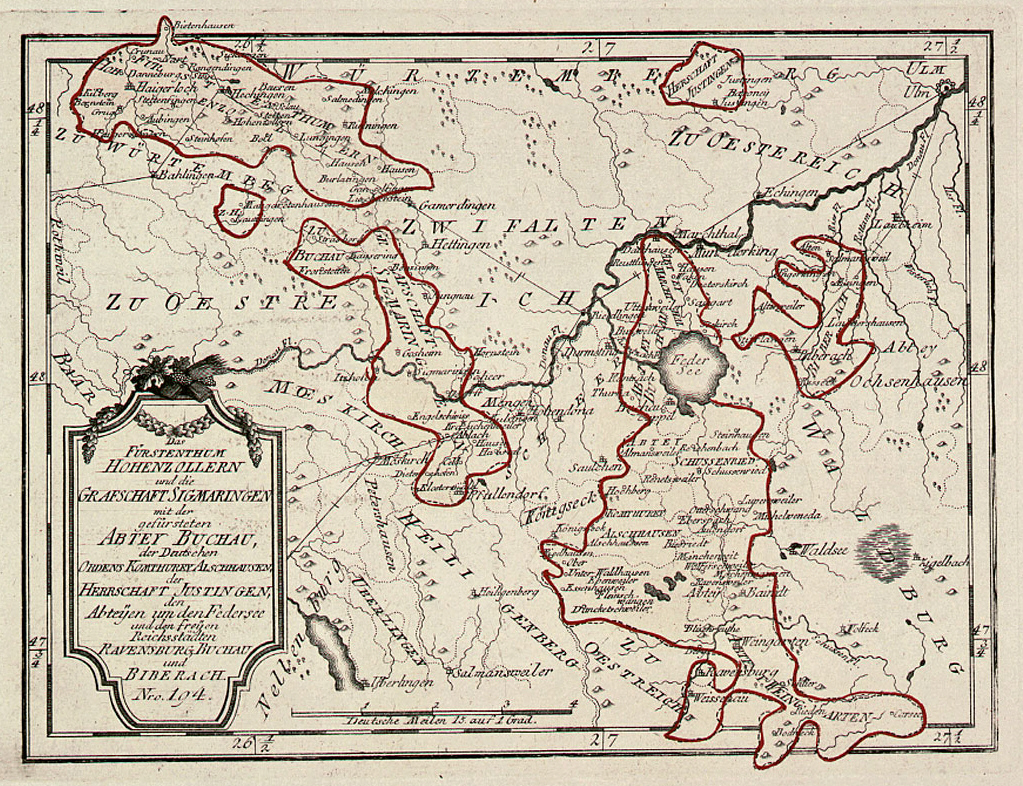
Karte mit der Herrschaft Justingen (am oberen Rand)

Die Herrschaft Justingen mit Sitz in Justingen wurde Ende des 11. Jahrhunderts erstmals namentlich erwähnt.

## Geschichte

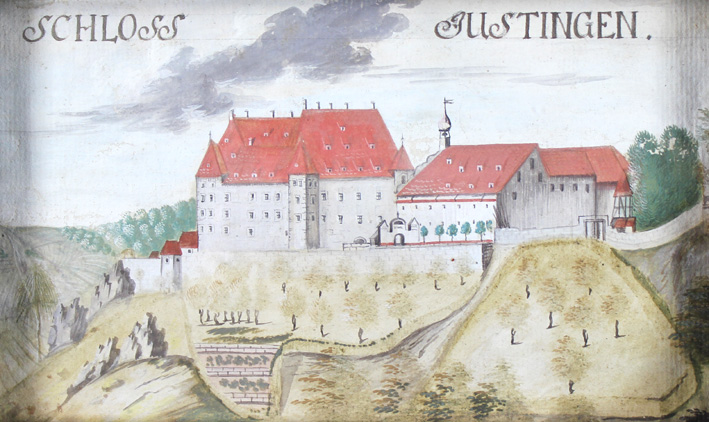
Schloss Justingen, 18. Jh.

Das im Jahre 1090 erstmals urkundlich erwähnte Dorf Justingen hatte im Mittelalter einen Ortsadel mit Sitz auf der Burg Justingen, der verwandt war mit den Herren von Steußlingen, Gundelfingen und Wildenstein.
Nach dem Aussterben der Herren von Justingen im Jahr 1343 kam die aus einem Gutshof und vier Dörfern (Justingen, Gundershofen, Hütten, Ingstetten)  bestehende Herrschaft an die Herren von Stöffeln und nach mehrfachem Wechsel 1530 an die Freiherren von Freyberg, die sie 1751 an Württemberg verkauften. Die rund 24 Quadratkilometer große und etwa 1600 Einwohner zählende Herrschaft gehörte Ende des 18. Jahrhunderts zum Schwäbischen Reichskreis.
Eine große Schuldenlast veranlasste die Familie von Freyberg 1751, Herrschaft, Dorf und Schloss Justingen an Herzog Carl Eugen von Württemberg zu veräußern. Der Erwerb der Herrschaft Justingen brachte Württemberg zusätzliche Stimmrechte im Schwäbischen Kreistag sowie im schwäbischen Grafenkollegium des Reichstags.